# Dolmens du Camp Gran
Les dolmens du Camp Gran, appelés aussi dolmen des Mouillères (Camp Gran I) et dolmen des Rières (Camp Gran II), sont deux dolmens proches situés sur les communes de Bouleternère et Saint-Michel-de-Llotes, dans le département français des Pyrénées-Orientales.

## Historique
Les deux dolmens ont été signalés en 1989 par Guy Ibergay mais le dolmen de Camp Gran I semble avoir été mentionné sous le nom de dolmen du Mas Aussell dès 1950 par Luis Péricot dans son inventaire.

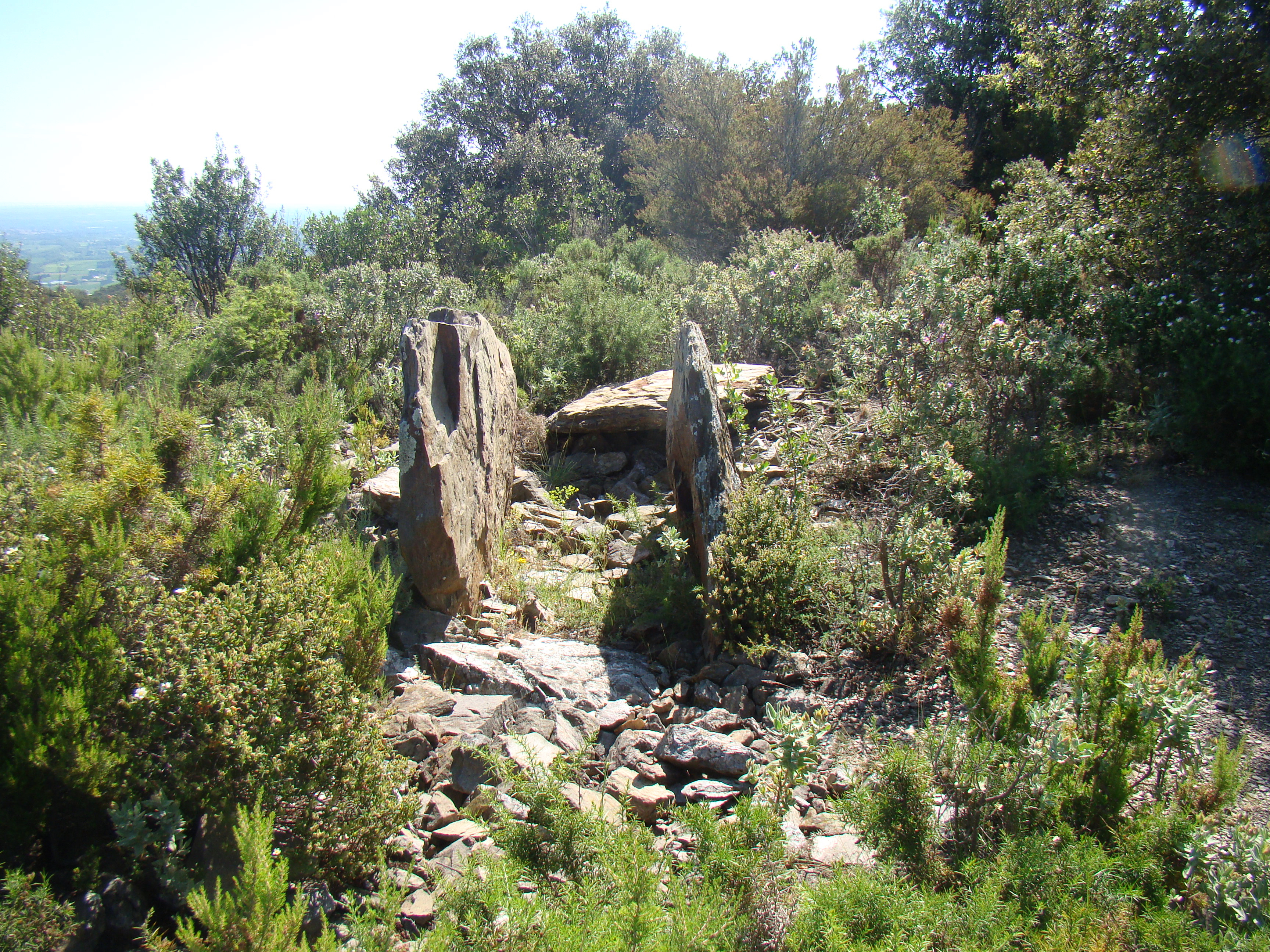
Camp Gran II.

## Description
Le dolmen I est situé sur la commune de Bouleternère et le dolmen II est situé à 200 m au nord ouest sur la commune de Saint-Michel-de-Llotes.

## Camp Gran II
Le dolmen a été construit avec des dalles de schiste et de gneiss issus du substrat local. C'est un dolmen simple (sans couloir) désormais ruiné. Le tumulus est de forme ovale mais très délabré. Le dolmen a été utilisé à l'Âge du bronze (moyen et récents).